# Бэртаун (парк штата)
Парк Бэртаун (англ. Beartown State Park) — парк штата, занимающий территорию в 45 гектаров на восточном склоне горы Друп, в 11 километрах к юго-западу от города Хиллсборо на севере округа Гринбрайер в штате Западная Виргиния, в США.
Земля для парка была приобретена в 1970 году на средства Комитета охраны природы Западной Виргинии и пожертвования, полученные от миссис Эдвин Полан, в память о её сыне, Рональде Ките Ниле — солдате, погибшем во время войны во Вьетнаме.
Развитие парковой инфраструктуры было минимальным ради сохранения природных достопримечательностей. Отдых в парке прежде всего включает походы по туристическим тропам, которые устроены с бережным отношением к ландшафту. Название «город медведей» было дано парку потому, что местные жители утверждали, что многие пещеры и отверстия в скалах являются зимними берлогами чёрных медведей, находящихся под охраной в Западной Виргинии. Кроме того, многие глубокие и узкие трещины в скалах образуют кресты, которые с высоты птичьего полёта похожи на улицы небольшого городка. 
Бэртаун известен своими необычными скальными образованиями. Массивные валуны, выступающие скалы и глубокие трещины в лесных зарослях являются визитной карточкой парка. Поверхность скал покрыта ямами из-за эрозии. В самых глубоких из них летом можно увидеть снег.
Парк открыт ежедневно с апреля по октябрь. Доступ во время межсезонья возможен по предварительной записи. Плата не взимается. В 2005 году доступность парка для инвалидов оценивали специалисты из Университета Западной Вирджинии. Ими были выявлены проблемы, связанные со скольжением на дощатых пандусах и с вывесками на стоянках.